# ميفيبريستون
ميفيبريستون هو دواء يعطى عن طرق الفم مع ميزوبروستول لغرض الإجهاض. استخدامها سوية يمكن أن يحقق نتائج تصل إلى فعالية تتجاوز نسبة 95٪ خلال الخمسين يوما الأولى من الحمل. كما أنه فعال في الأثلوث الثاني من الحمل. يجب التأكد من فائدته خلال أسبوعين من استخدامه.
تضم الأعراض الجانبية ألم بطني وشعور بالتعب ونزف مهبلي. أما من الأعراض الجانبية الخطيرة النزف المهبلي الشديد والعدوى البكتيرية وتشوه الطفل إذا لم ينته الحمل. لذلك، يجب المتابعة والعناية بعد استخدامه بصورة مناسبة. كما أن ميفيبريستون يقوم بصد عمل البروجستيرون مما يتسبب بتقلصات في الرحم.
طور ميفيبريستون في عام 1980 واستخدم أول مرة في فرنسا عام 1987. وتوفر في الولايات المتحدة في عام 2000. وحاليا هو أحد الأدوية المدرجة في قائمة منظمة الصحة العالمية للأدوية الأساسية والتي تعد الأدوية الأكثر أهمية في نظم الرعاية الصحية. كما حصل على ترخيص وزارة الصحة الكندية في تموز 2015 وتوفر في تموز 2016. سعره وتوفره يحد من إمكانية الحصول عليه في الدول النامية. وهو يكلف أكثر من 200 دولار أمريكي للجرعة الواحد في الولايات المتحدة.

## الاستعمالات

### الإجهاض
يستعمل مع مضاهئ بروستاغلاندين (مثل ميزوبروستول أو جيميبروست) لغرض الإجهاض الدوائي.

### متلازمة كوشينغ
يستعمل ميفيبريستون في علاج فرط سكر الدم الناتج عن ارتفاع مستويات الكورتيزول في الدم (فرط كورتيزول الدم) كما في حالة متلازمة كوشينغ عند البالغين والذين يعانون من السكري من النمط الثاني أو اختلال تحمل الجلوكوز وفشلت لديهم العملية أو لا يستطيعون إجراء العملية.

### منع الحمل الطارئ
يعد ميفيبريستون وسيلة منع حمل طارئة.